# Карачарсков, Николай Прокофьевич
Николай Прокофьевич (Прокопьевич) Карачарсков (14 февраля 1935, д. Шадриха, Порецкий район, Чувашская АССР — 28 августа 2021) — советский и российский художник. Заслуженный художник РСФСР.

## Биография
Родился 14 февраля 1935 года в деревне Шадриха Порецкого района Чувашской АССР.
Детство Николая совпало с годами Великой Отечественной войны, когда пришлось рано приобщиться к труду. В 1950 году с отличием окончил школу-семилетку и решил поступать в Чебоксарское художественное училище. Учился здесь с 1950 по 1955 год, в числе его учителей были художники Е. Е. Бургулов и И. Т. Григорьев.
С 1955 года — художник-живописец Чувашских творческо-производственных мастерских Художественного фонда РСФСР (ЧТПМ ХФ РСФСР). Работал маслом и пастелью. Создал сотни портретов сельчан, механизаторов, животноводов, учёных, деятелей литературы и искусства, ветеранов войны и труда. Член Союза художников СССР с 1967 года.
С 1971 года Карачарсков был руководителем художественной бригады «Сельские зори», в составе которой в разное время работали многие известные живописцы и графики: В. С. Семёнов, Е. А. Вдовичева, В. Л. Немцев, П. Г. Григорьев-Савушкин, А. М. Спиридонова, Э. М. Юрьев и другие. Благодаря их деятельности в целом ряде колхозов Чувашии появились народные картинные галереи. Конкретно благодаря стараниям Николая Прокофьевича были открыты картинные галереи в селе Порецкое (1988) и первый его персональный художественный музей в родной деревне Шадриха (1995).
Н. П. Карачарсков — участник выставок всесоюзных, всероссийских, зональных и республиканских выставок. Персональные выставки прошли в 1975, 1986, 1995, 2000, 2005 (Чебоксары), а также в 1988, 1992, 1993, 2003 (Москва) годах. Его произведения экспонировались в Германии, Норвегии, США, Монголии, Японии, Афганистане, ЮАР и других странах.
Был женат на Майе Андреевне Карачарсковой — искусствоведе, члене Союза художников России (1991).
Скончался 28 августа 2021 года на 87-м году жизни. Прощание с Николаем Прокофьевичем состоялось в Чувашском художественном музее. Похоронен на малой родине в селе Шадриха Порецкого района.

## Заслуги
- Заслуженный художник Чувашской АССР (1976) и РСФСР (1985), народный художник Чувашской АССР (1977).
- Лауреат Государственной премии Чувашской Республики им. К. Иванова (1980).
- Награждён Серебряной медалью Академии художеств СССР (1978) и золотой медалью Всероссийской творческой общественной организации «Союз художников России» (2010).
- Почётный гражданин Порецкого района (2010).
- В 2009 году Н. П. Карачарскову за особые заслуги в развитии культуры Чувашской Республики назначено ежемесячное пожизненное государственное пособие[11].